# 북동방면함대
북동방면함대(일본어: 北東方面艦隊 호쿠토호멘칸타이[*], 영어: Northeast Area Fleet)는 일본 제국 해군의 북동방면 함대이다.

## 역사
알류쟌 제도, 치시마 제도, 가라후토 관할 부대인 제5함대를 지원하기 위해 제12항공함대가 1943년 5월 18일에 창설되자, 8월 5일에 두 개의 관할 지역부대를 통솔할 북동방면함대가 창설되었다. 제12항공함대 사령장관이 북동방면함대 사령장관 직책을 겸임하였다.
제12항공함대는 창설된 5월 18일 당시에는 예하부대는 편성하지 못하고 서류에만 존재하였고, 북동방면함대가 창설된 8월 5일이 되어서야 완전한 부대를 편성하였다. 그사이에 애투섬과 키스카섬의 통제권을 미국 알래스카 방위사령부에서 되찾아가면서, 편성을 마친 뒤에는 치시마 제도과 가라후토만을 해상 초계 및 순찰하게 되었다.
1944년 12월 5일, 제5함대가 남서방면함대로 전속하게 됨에 따라 수상함 전력을 잃은 북동방면함대는 폐지되고, 제12항공함대는 연합함대로 전속하였다.

## 구조

### 지휘부
| 계급 | 성명            | 취임일          | 이임일   | 설명                       |
| ---- | --------------- | --------------- | -------- | -------------------------- |
| 중장 | 도즈카 미치타로 | 1943년 5월 18일 |          | 제12항공함대 사령장관 겸임 |
| 중장 | 고토 에이지     | 1944년 9월 15일 | 12월 5일 | 제12항공함대 사령장관 겸임 |

| 계급 | 성명                | 취임일          | 이임일          | 설명                     |
| ---- | ------------------- | --------------- | --------------- | ------------------------ |
| 소장 | 이치노미야 요시유키 | 1943년 5월 18일 | 1944년 12월 5일 | 제12항공함대 참모장 겸임 |

### 편성
- 일본 제국 해군의 전투 서열 (1944년 4월 1일), 전시편제제도 개정
- 일본 제국 해군의 전투 서열 (1944년 8월 15일), 마리아나 해전 이후

| 주력 - 제5함대 - 제12항공함대 | 직속 - 제22전대; 1943년 8월 5일 ~ 1944년 8월 15일, 폐지 - 1943년 8월 5일: 아와타마루, 아카기마루, 아사카마루 - 1944년 4월 1일: 제1~4감시정대 |

## 참고
- D'Albas, Andrieu (1965). 《Death of a Navy: Japanese Naval Action in World War II》 (영어). Devin-Adair Pub. ISBN 0-8159-5302-X.
- Dull, Paul S. (1978). 《A Battle History of the Imperial Japanese Navy, 1941-1945》 (영어). Naval Institute Press. ISBN 0-87021-097-1. (가입 필요).